# Vielfachsteuerung

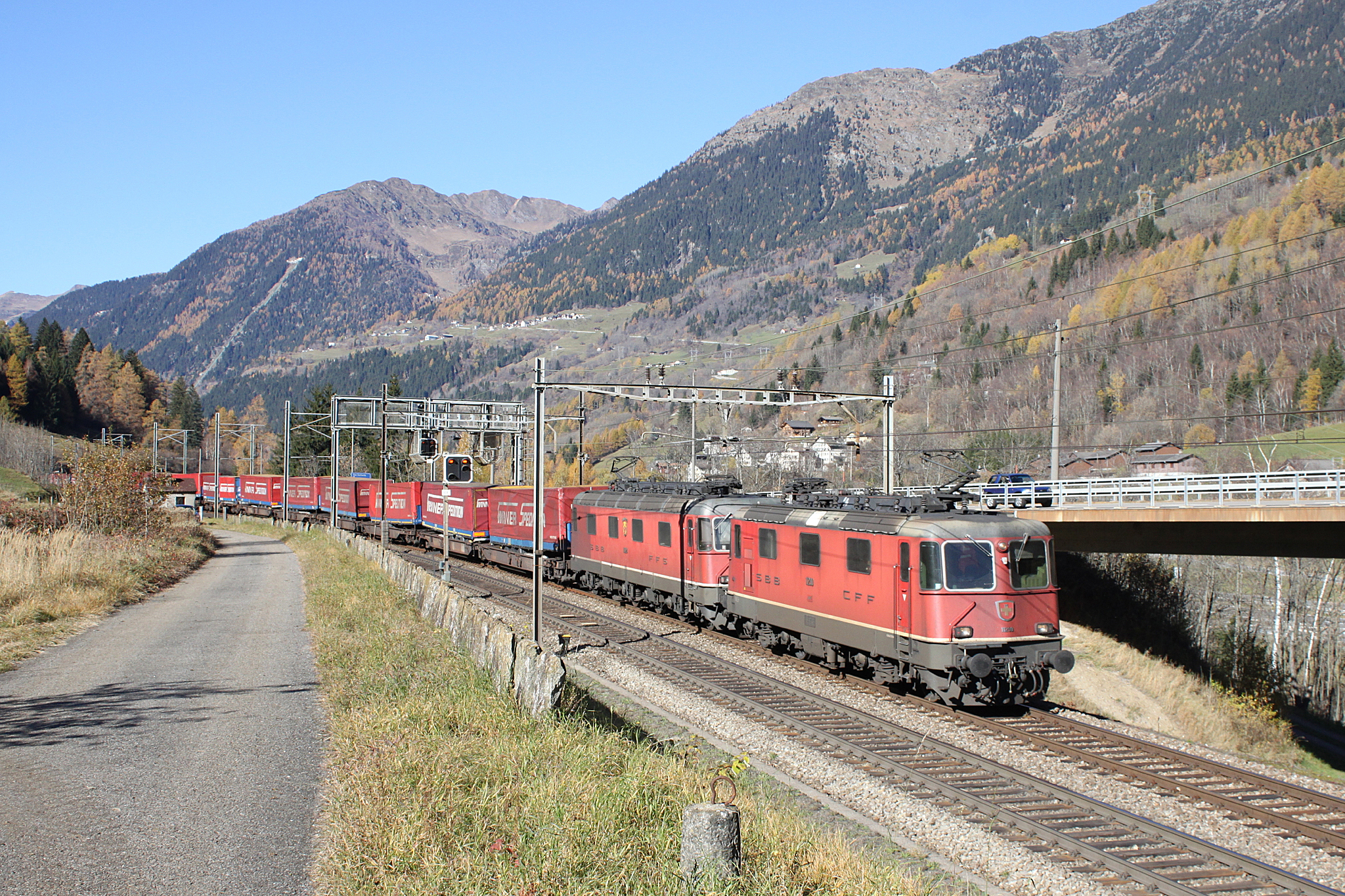
Die Vielfachsteuerung einer Re 4/4^{II} mit einer Re 6/6 wird im Eisenbahner-Jargon als Re 10/10 bezeichnet. Dabei kommt das System Vst IIId zur Anwendung. Die Kombination der beiden Lokomotivtypen erlaubt eine optimale Auslastung der Zughakenlast auf der Gotthard- und Lötschberg-Bergstrecke.

Die Vielfachsteuerung, auch Mehrfachtraktionssteuerung oder Mehrfachsteuerung genannt, ist ein technisches System, das ermöglicht, mehrere Triebfahrzeuge von einem einzigen Führerstand aus zu steuern. Vielfachsteuerungen, die auch bei Wendezügen eingesetzt werden, um ein oder mehrere Triebfahrzeuge von einem Steuerwagen aus zu bedienen, werden auch Wendezugsteuerung genannt.

## Technik
Technisch kann man zwischen direkten und durch Steuerimpulse übertragenden Steuerungen unterscheiden.
Frühe Fahrschalter wirkten direkt auf den Stufenschalter. Für die Vielfachsteuerung von weiteren Fahrzeugen musste für jede Stufe eine getrennte Ader vorhanden sein, was schwere Kabel mit dutzenden Adern zur Folge hatte. Ebenso konnte man nur Fahrzeuge mit gleichem Ansprechverhalten, also einer gleichen Leistungsabgabe je Stufe, vielfachsteuern.
Durch die Einführung der Lastansteuerung über die Stromstärkeregelung wurde die Vielfachsteuerung zwischen verschiedenen Fahrzeugen möglich.
Mit dem Einsatz von Mikroprozessoren wurde es möglich, die Steuerbefehle seriell statt parallel (zeitlich hintereinander auf derselben Ader statt gleichzeitig auf verschiedenen Adern) zu übertragen. Im Prinzip reicht dafür ein Adernpaar. Generell spricht man dann von einer zeitmultiplexen Wendezugsteuerung (ZWS). Durch den Einbezug von Wagenfunktionen und Diagnosesystemen wurde das Ganze zu einem Datenbus, heute meist Zugbus genannt.
Dank der Entwicklung der Elektronik ist heute die Vielfachsteuerung auf elektronischem Weg möglich. Deshalb ist heutzutage die Kommunikation zwischen den verschiedenen Rechnern der Fahrzeuge über den Zugbus wichtiger als die Leistungsansteuerung der Fahrzeuge selber.
Die verschiedenen automatischen Kupplungen an den Fahrzeugen sind heute das grösste Hindernis für die Vielfachsteuerung unterschiedlicher Fahrzeuge. Da keine internationalen Regelungen für den Aufbau oder die Anschlussmöglichkeiten bestehen, hat jeder Hersteller beziehungsweise jede Bahnverwaltung eine andere Vielfachsteuerung entwickelt oder bestellt.
Heutzutage ausgelieferte Fahrzeuge haben fast alle eine Vielfachsteuerung, welche zumindest ermöglicht, Fahrzeuge gleicher Bauart untereinander vielfachzusteuern.

## Situation in Österreich und Ungarn
Die weltweit erste Vielfachsteuerung überhaupt kam 1883 bei der Lokalbahn Mödling–Hinterbrühl zum Einsatz, sie funktionierte allerdings noch rein mechanisch durch eine gelenkige Verbindungswelle der Fahrschalter. Die erste elektrische Vielfachsteuerung wendete schließlich ab 1896 die Budapester U-Bahn an, bevor die Wiener Stadtbahn im Rahmen ihres ersten Elektrifizierungsversuchs in den Jahren 1901–1902 gleichzog.
Durch die Einführung der Schützensteuerung wurde es ab ca. 1905 möglich, mehrere Triebfahrzeuge von einem Führerstand aus zu steuern. 1925 wurde die Vielfachsteuerung auf dieser Basis u. a. bei der Wiener Elektrischen Stadtbahn eingeführt. Auch für die Dieseltriebwagen der Reihe VT 42 wurde ein Steuerwagen gebaut. Die VT 44 wurden ebenso bis Beginn des Zweiten Weltkrieges mit Steuerwagen eingesetzt. Die Nummerngruppe 529–533 der Reihe 1245 hatte ebenso eine Tandemsteuerung.
Nach dem Zweiten Weltkrieg hatten zunächst nur die 5045 eine Wendezugsteuerung für den Steuerwagen. Diese wurde allerdings bald zu einer Vielfachsteuerung umgebaut, um mit zwei Motorwagen im Zug fahren zu können. Bei den älteren Dieseltriebwagen und den sechs Lokomotiven der Reihe 1245 wurde sie beim Wiederaufbau ausgebaut. Die Dieseltriebwagen der Reihen 5046 und 5146 wurden nachträglich mit einer Vielfach- und die elektrischen Triebwagen der Reihen 4041 und 4042 mit einer Wendezugsteuerung ausgerüstet. Bis in die 1990er Jahre waren Vielfachsteuerungen bei Lokomotiven nur wenig verbreitet. Lediglich die Maschinen 34–77 der Reihe 2143 sowie die 2067 42–50 waren damit ausgerüstet. Die Vielfachsteuerung der Reihe 2067 überträgt die Fahr- und Bremsbefehle nicht elektrisch, sondern pneumatisch. Zudem sind die Maschinen beider Serien wegen unterschiedlicher Getriebesteuerungen nicht gemischt vielfachsteuerbar. Die Lokomotiven 2050 011, 012 und 015–018 bekamen gegen Ende ihrer Dienstzeit eine Tandemsteuerung nachgerüstet. Die Triebwagen der Reihen 5047 und 5147 waren die letzten Reihen der ÖBB mit direkter Vielfachsteuerung über ein 30-poliges Kabel. Die Lokomotiven der Reihen 2068, 1044.2 und 1163 waren bereits mit einer Vielfachsterung über das UIC-Kabel ausgerüstet, sie waren allerdings nicht untereinander kuppelbar. Untereinander waren nur die Dieseltriebwagen der Reihen 5145, 5046 und 5146 sowie 5047 und 5147 vielfachsteuerbar.
Heutzutage benützen die Österreichischen Bundesbahnen bei ihren Triebfahrzeugen und Wendezügen, gemäß ÖBB-Fernsteuerkonzept, eine Vielfachsteuerung über den Wire Train Bus.

## Situation in der Schweiz

### Vst I

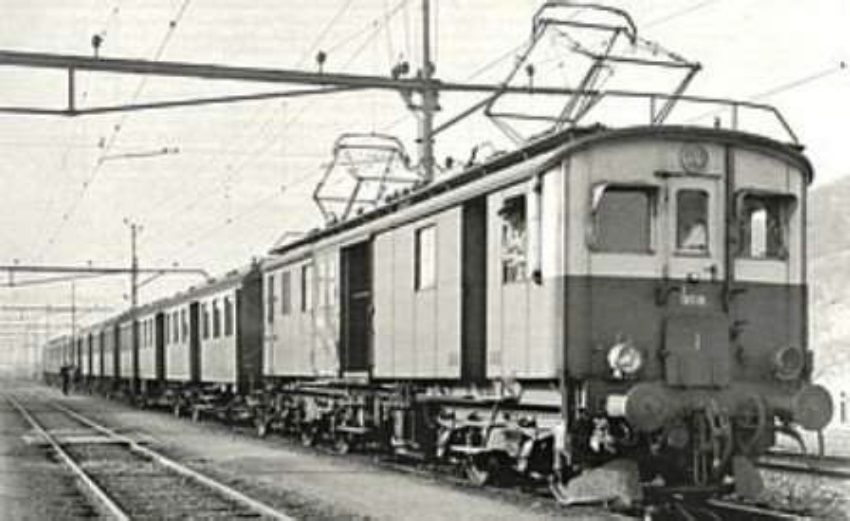
Die in den Jahren 1927/28 in Dienst gestellten Gepäcktriebwagen Fe 4/4 leiteten bei den SBB die Epoche der Pendelzüge mit Vst I ein.

Die Vst I basiert auf einer Steuerleitung mit 30 Adern. Für jeden Befehl existiert jeweils eine eigene Kabelader, über welche elektrische Signale übermittelt werden. Die ersten Fahrzeuge der Schweizerischen Bundesbahnen, die ferngesteuert werden konnten, waren die 19 Ce 4/6, welche ab 1923 in Betrieb genommen wurden. Noch im selben Jahr wurde ein zweiachsiger Gepäckwagen, der F 16021, behelfsmässig als Steuerwagen eingerichtet und ein erster Pendelzug gebildet. 1924 folgten 2 Ce 4/4, ab 1927 25 Triebwagen Fe 4/4 und 1925–1928 10 vierachsige Steuerwagen mit End- und Mitteleinstiegen. Diese Fahrzeuge konnten auch gemischt eingesetzt werden, z. B. als Doppelpendelzug mit je einer Ce 4/6 und einem Fe 4/4 an jedem Ende. Eine gewisse Berühmtheit erlangte der «Arbeiter-Pullman», für den zwei Fe 4/4 und diverse Wagen einen blau-weissen Anstrich erhalten hatten (eine Art Vorläufer der S-Bahn Zürich).
Die Vst I wurde ebenfalls bei den Fahrzeugen der EBT-Gruppe verwendet. Mit den CFe 2/4 von 1932 bis 1933 und aus den ehemaligen Drehstromtriebwagen umgebauten Steuerwagen wurden Pendelzüge gebildet. Dagegen wurde die Vielfachsteuerung kaum genutzt und aus den Lokomotiven Be 4/4 später wieder ausgebaut. Auch die 1946–47 gelieferten CFe 4/4, später BDe 4/4 I hatten anfänglich Vst I.

### Vst II
Bei der Vst II waren zwei 26-polige Steuerleitungen vorhanden, deren Kabel übers Kreuz gekuppelt wurden. Sie wurde 1940 erstmals eingebaut bei den SBB RFe 4/4 601–603, die 1944 an die Bodensee-Toggenburg-Bahn und die Schweizerische Südostbahn verkauft wurden. Bei den SBB wurden Pendelzüge mit Triebwagen an jedem Ende gebildet, wozu einige der damals neuen Leichtstahlwagen Steuerleitungen erhalten hatten. Bei der Südostbahn wurden mit zwei 1945 abgelieferten Steuerwagen und passenden Mitteleinstiegswagen Pendelzüge gebildet.
Weitere Fahrzeuge mit Vst II waren die SBB Am 4/4 1001–1002 (später Bm 4/4 II 18451–52) und die Ae 4/6 10801–12.

### Vst III
Die Vst III, auch System MFO genannt, kam ab 1946 zum Einsatz und hat eine sehr grosse Verbreitung gefunden. Die Steuerleitung weist 42 Adern auf. Lange Zeit konnten Zwischenwagen mit Vst III freizügig mit allen Triebfahrzeugen verwendet werden. Mit den zusätzlichen Funktionen Haltanforderung und ep-Bremse liessen sich die Adern nicht mehr einheitlich mit den gleichen Wagenfunktionen belegen. Dies macht insbesondere der BLS AG zu schaffen, die bis 2010 vier verschiedene Adernbelegungen innerhalb des Unternehmens kannte.
Die konkreten Steuerprogramme für die Triebfahrzeuge werden mit einem Kleinbuchstaben bezeichnet.

#### Vst IIIa
Die SBB nannten die Vielfachsteuerung der SBB Re 4/4 I 10001–26 Vst IIIa.

#### Vst IIIb

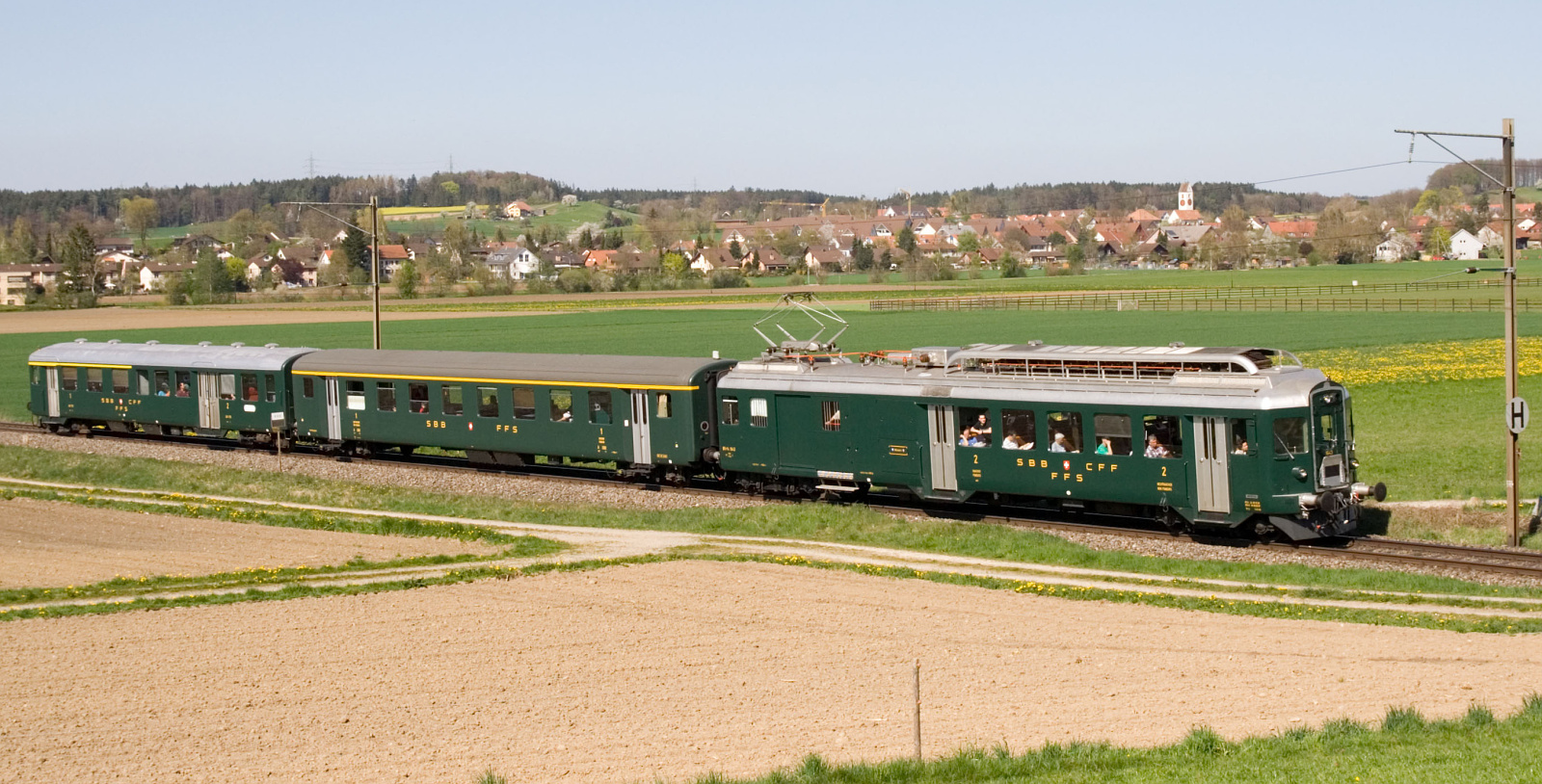
Pendelzug mit einem BDe 4/4 der SBB mit Vst IIIb.

Die Vielfachsteuerung der ab 1952 in Betrieb genommenen 31 Triebwagen SBB BDe 4/4 wurde Vst IIIb genannt. Sie war ähnlich wie IIIa und es gab einige Steuerwagen ABt, die beide Triebfahrzeugtypen fernsteuern konnten.

#### Vst IIIc
Nur gerade zwei Triebwagen und zwei Steuerwagen hatten das System IIIc, nämlich die beiden 1956 gelieferten Gleichstrompendelzüge mit SBB BDe 4/4 II 1301–02 für Genève – La Plaine (französische Grenze).

#### Vst IIId

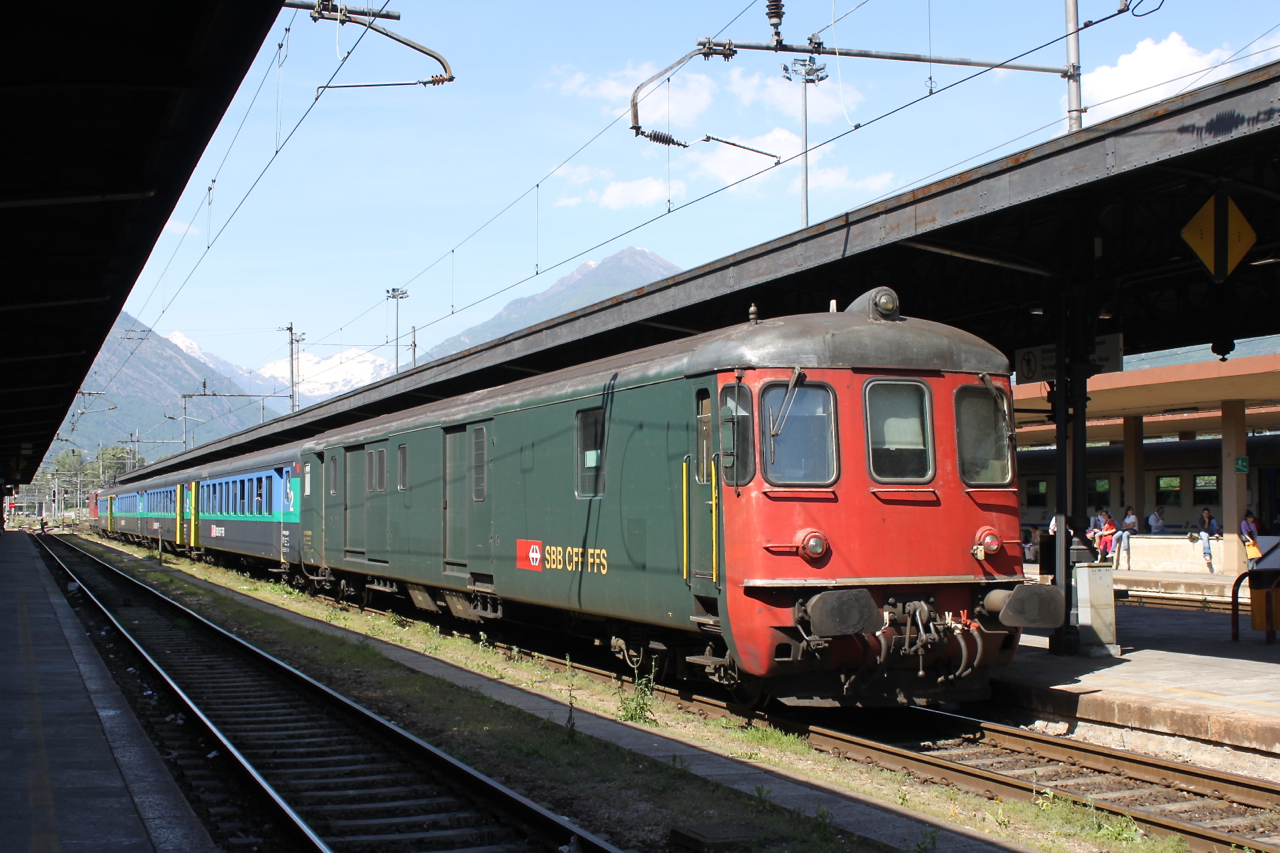
Mit den Steuerwagen Dt (früher DZt) wurden über Vst IIId die Triebwagen RBe 4/4 und später auch die Lokomotiven Re 4/4 II ferngesteuert.

Die Vst IIId wurde erstmals 1959 bei den RBe 4/4 realisiert und hat sich danach zur Standardsteuerung der SBB und vieler Privatbahnen entwickelt. Erst das Aufkommen zeitmultiplexer Systeme und des Zugbusses hat sie nach und nach zurückgedrängt.
Die Auf-Ab-Steuerung anstelle der Stufenschalter-Vorwahl ist das eigentliche Herzstück dieser Vielfachsteuerung, denn erst durch die Last- statt der Stufen-Steuerung ist die Verbreitung möglich gewesen, da keine Abhängigkeit zwischen den Stufen und der Geschwindigkeit mehr besteht. Bei Pendelzügen hat das am Zugschluss arbeitende Fahrzeug im niedrigen Geschwindigkeitsbereich eine Zugkraftbegrenzung.
Beliebig mischbar sind maximal 20 angetriebene Achsen oder vier arbeitende Triebfahrzeuge.
Die Re 4/4II, Re 421, Re 4/4III, Re 6/6, Re 465 (nicht aber die Re 460 der SBB), RBe 4/4 sowie die ähnlichen, aber nur etwa halb so starken EAV-Triebwagen der Privatbahnen (12 Triebwagen für MO, RVT, GFM, MThB, WM, 3 davon heute noch bei TRAVYS, TPF und TMR im Einsatz) sind mit der Vielfachsteuerung Vst IIId ausgerüstet. Mit einer als Dolmetscher dazwischen eingereihten Re 465 der BLS lassen sich auch die BLS-Re 4/4 sowie die Ae 4/4 vielfachsteuern. Bei den Re 465 wird die Vst IIId allerdings im Rahmen des Refits in den Jahren 2020 bis 2022 ausgebaut.
Die Triebwagen RBDe 4/4 (RBDe 560) der SBB sowie deren Derivate 561 und 562 wie auch die RBDe 561 081–084 der SOB und TRAVYS-RBDe 560 384–385 können beziehungsweise konnten nur unter sich einwandfrei vielfachsteuern. Im Prinzip ist es möglich, den Triebwagen als Steuerwagen einzustellen und andere IIId-Fahrzeuge fernzusteuern, bei praktischen Versuchen ergaben sich dabei aber Probleme. Bei der Modernisierung zu „NPZ Domino“ wurde die Vst IIId ausgebaut und durch ein anderes System (V9) ersetzt.

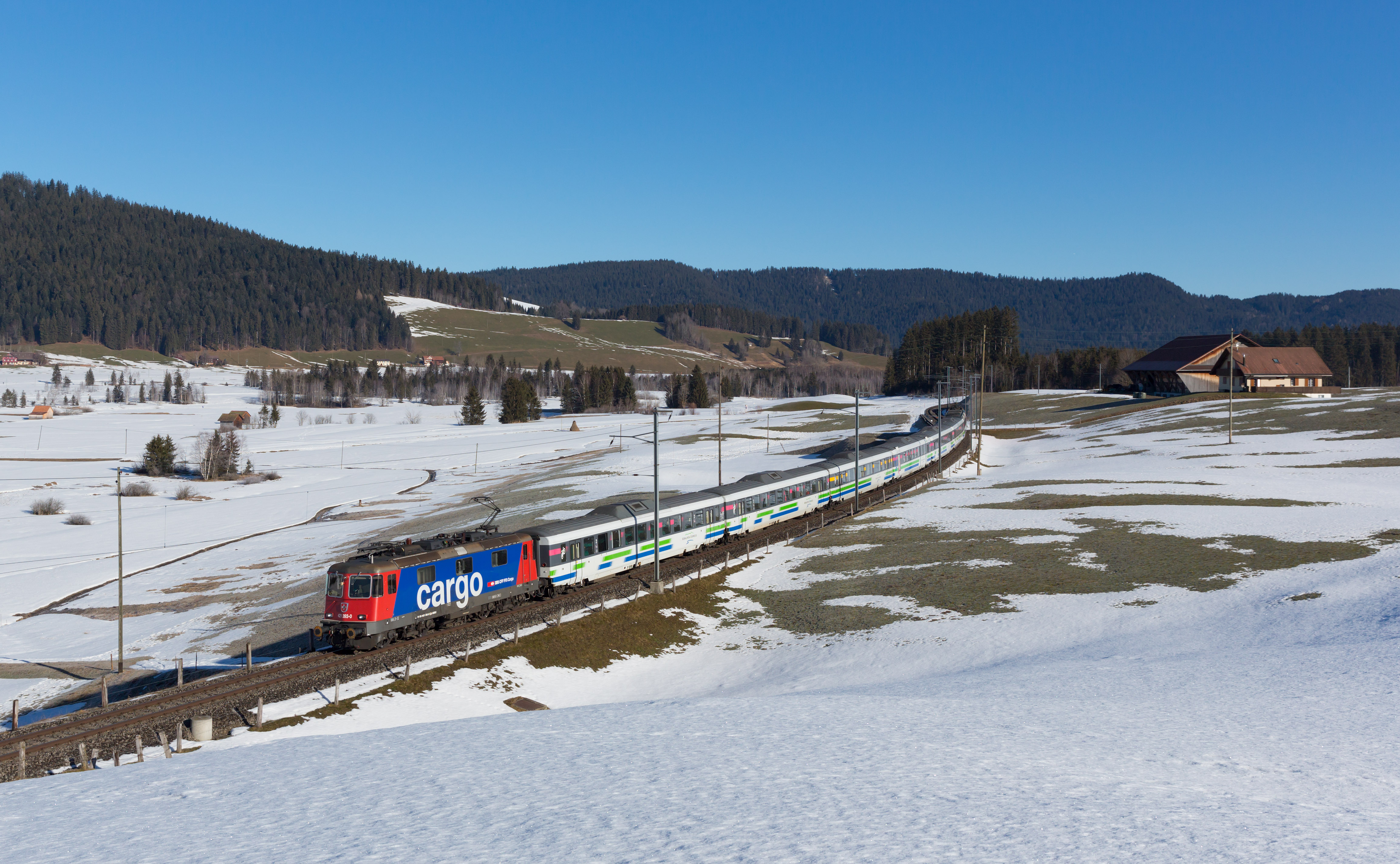
Voralpen-Express der SOB mit Re 421 der SBB an der Spitze und einer eigenen Re 446 am Zugschluss. Dank der weit verbreiteten Vst IIId konnte die SOB eine defekte Re 446 durch die bei SBB Cargo gemietete Ersatzmaschine Re 421 problemlos ersetzen.

Auch nicht freizügig einsetzbar sind die Re 446 der, die ehemaligen Re 4/4IV der SBB. Die Mehrfachtraktion ist primär artrein vorgesehen, ein Wählschalter ermöglicht jedoch eine gemischte Vielfachsteuerung unter Ausschluss sonst vorhandener Zusatzfunktionen. Die gemischte Vielfachsteuerung funktioniert zwischen Re 446 und Re 420/421 einwandfrei. Im Prinzip wäre zudem die Fernsteuerung anderer IIId-Fahrzeuge in der Steuerwagenfunktion möglich. Im Voralpen-Express liefen die Lokomotiven bis Dezember 2013 mit Fernsteuerung durch IIId-Steuerwagen, ab Dezember 2013 in Mehrfachtraktion (je eine Lok vorne und hinten).
Ebenfalls mit Vst IIId ausgerüstet wurden die von der Deutschen Reichsbahn übernommenen Maschinen der Reihe 242 der Lokoop und der Südostbahn, die inzwischen nach Deutschland zurück verkauft wurden. Auch in Deutschland wird die Vst IIId noch verwendet.
Die Steuerwagen der Typen Einheitswagen I und II der SBB sind für die Vst IIId eingerichtet.
Ein Spezialfall sind die Einheitswagen III-Pendelzüge, die zwischen den Wagen innerhalb der Komposition eine spezielle Steuerleitung aufweisen, genannt Vst V. In den regelmäßig an den Enden der Wagenzüge laufenden Wagen (Endwagen AD bzw. ABS und Steuerwagen) sind Übersetzer für die Vst IIId eingebaut.

#### Vst IIIe

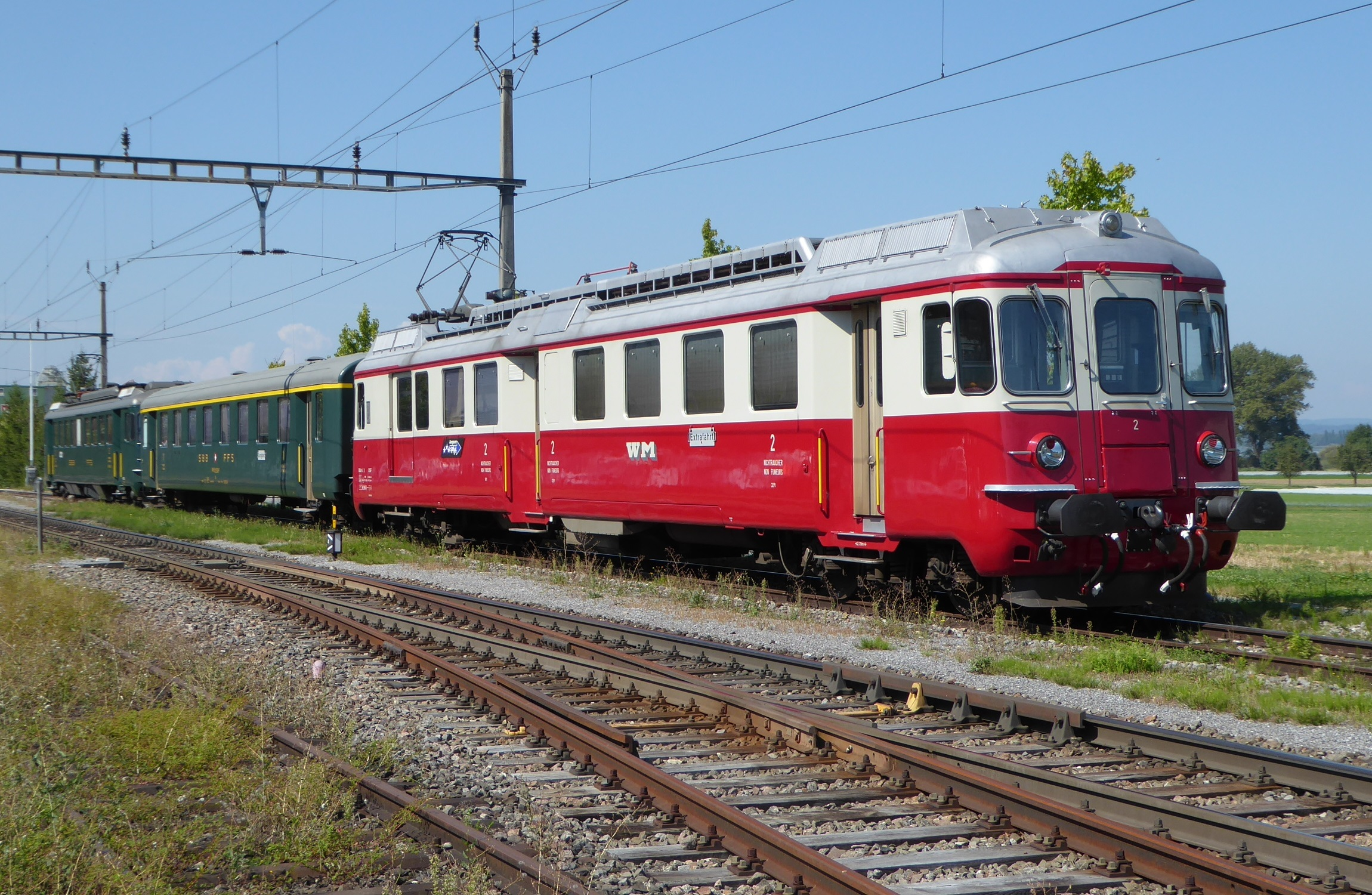
Die Vst IIId ermöglicht die Vielfachsteuerung von einem EAV-Triebwagen mit einem RBe 4/4 der SBB. Im Bild ein Doppelpendelzug des Vereins Depot und Schienenfahrzeuge Koblenz.

Bei den ab 1961 modernisierten Be 4/6, De 4/4 und Ae 3/5 kam die bewährte Auf-Ab-Steuerung zum Einbau, nur die De 4/4 verfügten über elektrische Bremsen. Es war möglich, von einem Steuerwagen mit System IIIe ein Triebfahrzeug mit System IIId fernzusteuern, allerdings ohne elektrische Bremse. So wurde ein BDti bergwärts mit einem RBe 4/4 auf der Strecke nach Pontarlier eingesetzt.

#### Andere Vst-III-Systeme

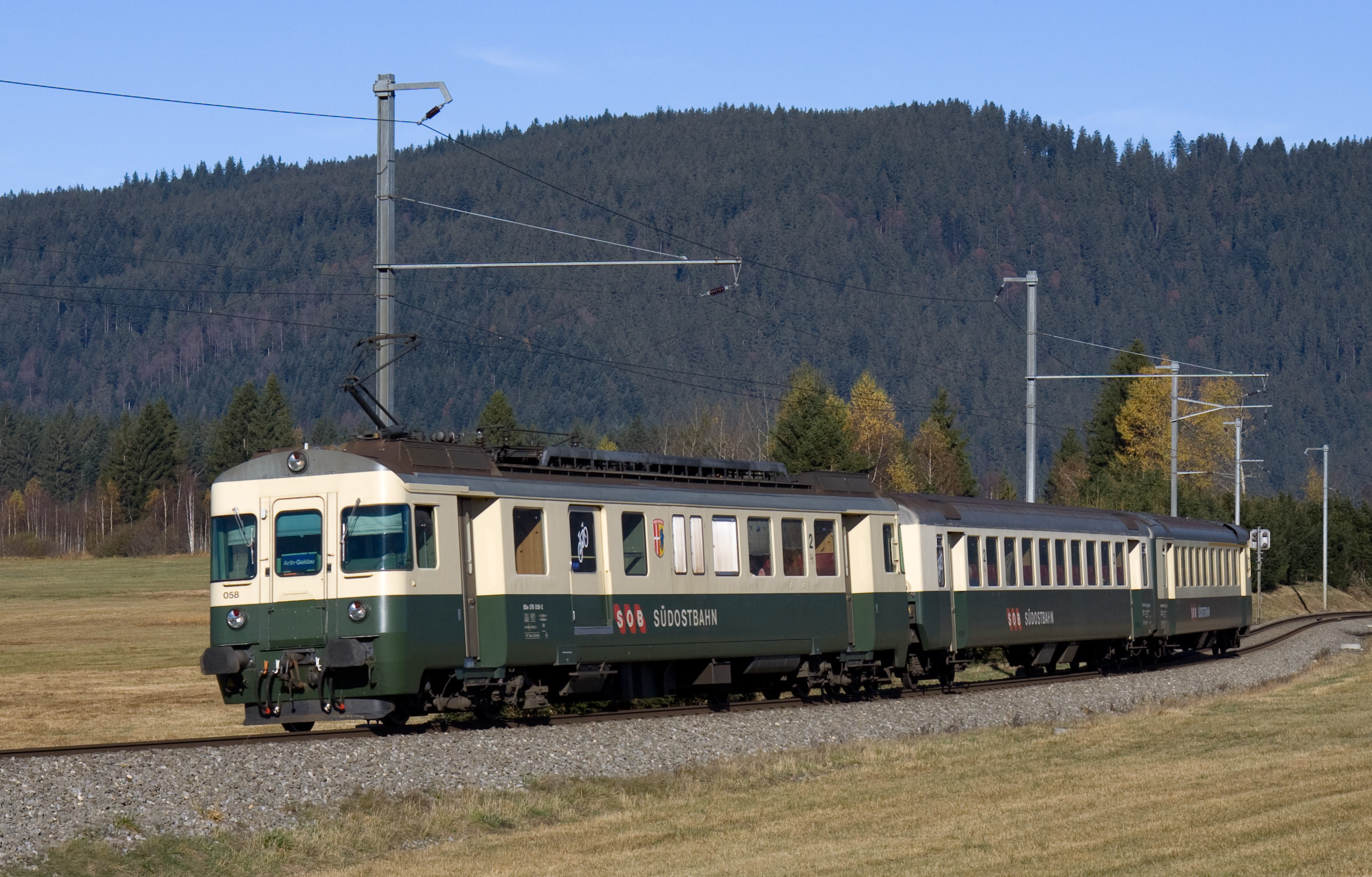
SOB-Pendelzug mit einem Hochleistungstriebwagen BDe 4/4 und Vst IIIS.

Die Privatbahnen definierten für ihre Triebfahrzeuge eigene Adernbelegungen und Funktionalitäten, wobei aber die Wagenfunktionen so weit als möglich einheitlich ausgeführt wurden. Ausser den im Anschluss an SBB-Serien beschafften Fahrzeugen hatten die EAV-Triebwagen die Vielfachsteuerung IIId, die mit SBB-Fahrzeugen kompatibel ist. Die Hochleistungstriebwagen wurden hingegen mit einer eigenen Vielfachsteuerung versehen, die bei der BT als Vst IIIS (Stufenschalter) bezeichnet wurde. Die älteren Lokomotiven und Triebwagen der BT waren mit der Vst IIIH (Hüpfersteuerung) ausgerüstet, vergleichbar mit derjenigen der EBT/VHB/SMB. Die SLM Re 456 erhielt ebenfalls eine eigene Vielfachsteuerung, die aber zwischen BT und SZU/VHB unterschiedlich ausgeführt wurde. Eine ähnliche Vielfachsteuerung erhielten die Privatbahn-NPZ, die aber untereinander auch nicht durchwegs und nicht jederzeit kompatibel waren. Bei der RM wurde dieses System Vst IIIs genannt, dasjenige der etwas älteren RBDe 566 I Vst IIIa.

### Vst IV
Als Vst IV wurde bei den SBB das System BBC bezeichnet, das auf 61-poligen Leitungen basiert und hauptsächlich bei Schmalspurbahnen verwendet wird. Dabei sind die einzelnen Anwendungen untereinander nicht kompatibel. Wenigstens bezüglich der Wagenfunktionen haben Zentralbahn und Berner-Oberland-Bahn die Kompatibilität vereinbart. Bei der Rhätischen Bahn sind die Wagenfunktionen vollständig auf dem LBT-Kabel, die Vielfachsteuerleitung wird durch die Wagen nur durchgeleitet.

#### Vst IVa
Einzige Anwendung der Kupplungen System BBC bei den SBB im Normalspurbereich waren die Ae 4/7, wo die hohe Zahl von Fahrstufen der direkt geschalteten elektropneumatischen Schützensteuerung eine Steuerstromkupplung mit grösserer Polzahl bedingte. Dieses Vst-System wurde SBB IVa genannt.

#### System BLS/BBC

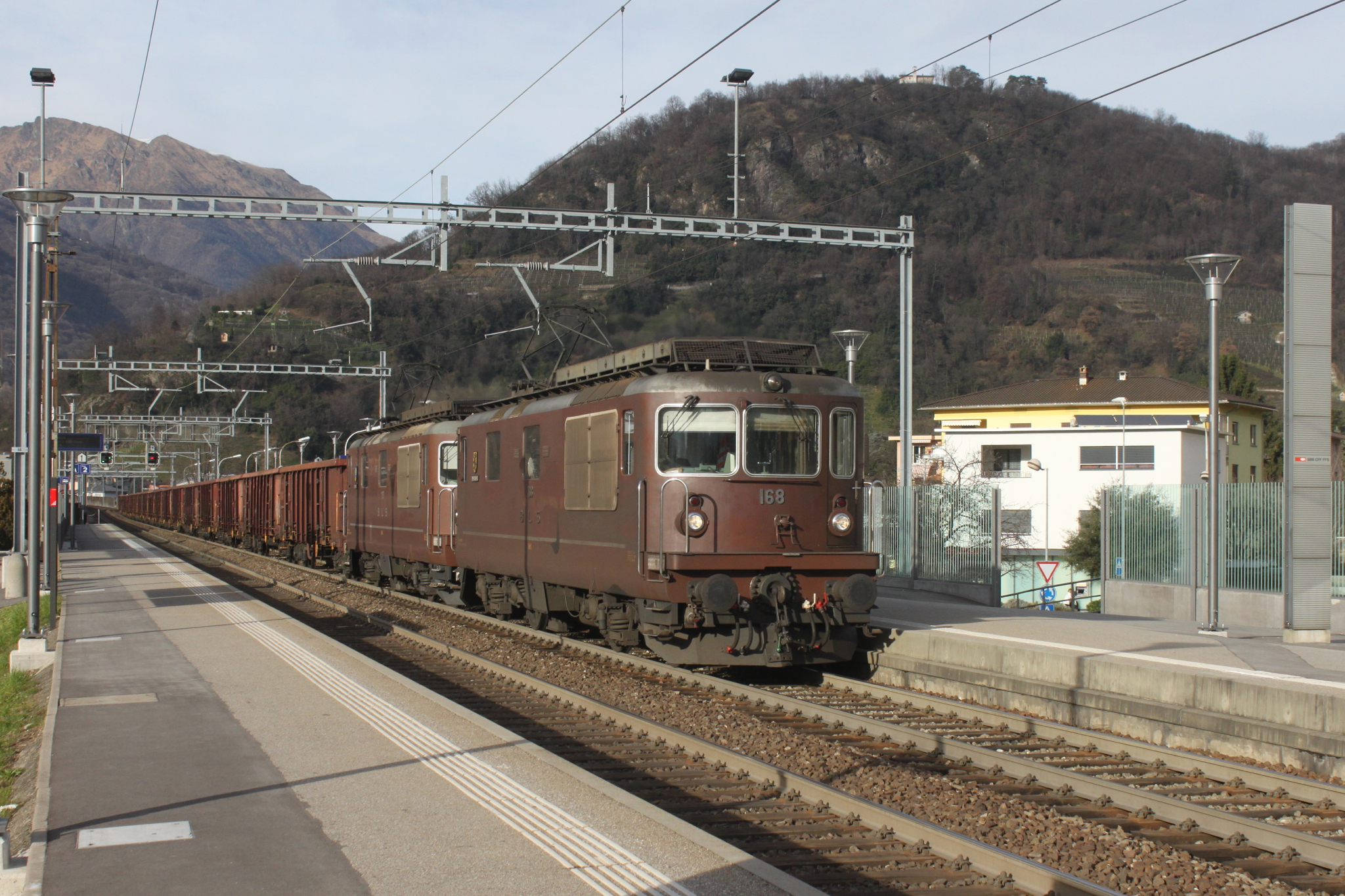
Die beiden Re 4/4 der BLS werden mit einem 61-poligen Kabel vielfachgesteuert.

Ebenfalls verwendet wurde das 61-polige Kabel ab 1967 bei den BLS-Loks Re 4/4, Ae 4/4 und (ab 1988) Ae 8/8. Zulässig sind vier arbeitende Triebfahrzeuge. Die Re 465 können zwar mit diesen Loks vielfachgesteuert werden, aber dafür wird ein Übergangskabel auf Vst III benötigt. Auch für die Bildung von Pendelzügen muss auf ein solches Übergangskabel zurückgegriffen werden. Es können Pendelzüge mit den BLS-Steuerwagen BDt 939–949 und Bt 950–953 gebildet werden, wovon seit Dezember 2013 nur noch für die Autozüge Gebrauch gemacht wird. Innerhalb der Autozugkompositionen wird das Signal mit ZWS übertragen. Bei den Re 465 wird das System BLS/BBC im Rahmen des Refits in den Jahren 2020 bis 2022 ausgebaut.

### Vst V
Innerhalb der Einheitswagen-III-Kompositionen erfolgt die Übertragung mit ZWS über die Vst V-Leitung mit 25 Adern, die zwei nachgebauten Steuerwagen der BLS AG sowie deren Endwagen ABS haben System Va. Die Umsetzer, welche das Signal Vst IIId in V (bzw. Va) umwandeln, sind in Steuerwagen und Endwagen eingebaut. Die Wagenfunktionen (Licht, Türen) sind direkt auf einzelne Adern geschaltet, in den Zwischenwagen wird das ZWS-Signal somit nur durchgeleitet.

### V6 und V6a

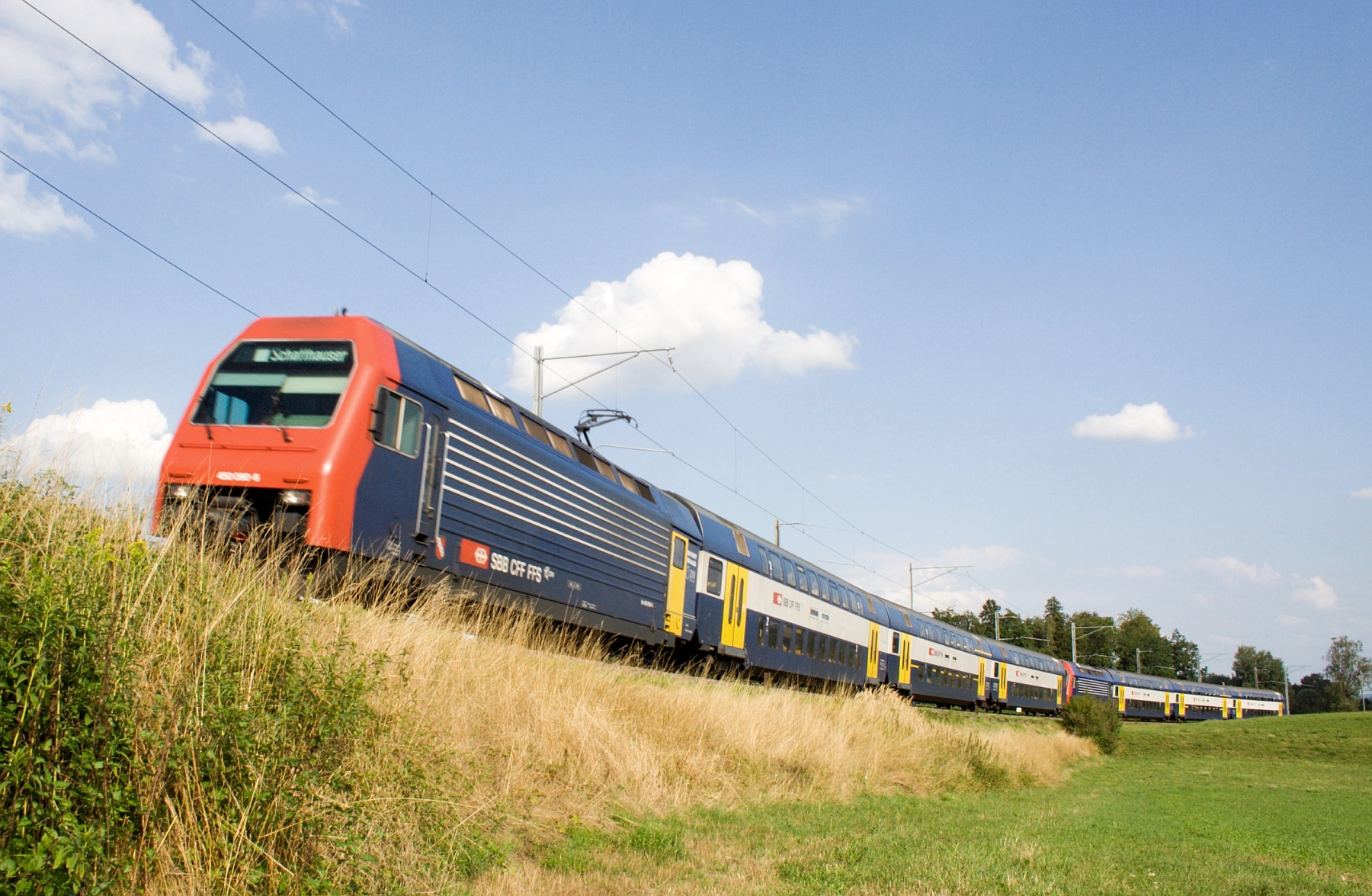
Bei den Doppelstockpendelzügen Re 450 kommt die V6 zur Anwendung.

Die im Gegensatz zu den vorhergehenden Systemen nicht mehr mit römischen Zahlen bezeichnete V6 kommt bei den ab 1989 abgelieferten Doppelstockpendelzügen (DPZ) mit Re 450 zur Anwendung und basiert auf einem 60-poligen Steuerkabel.
Die Übertragung der Steuerbefehle zwischen den DPZ erfolgt über die automatische GFV-Kupplung, beim Steuerwagen ist deshalb als System «V6a» angeschrieben. Dazu kompatibel sind auch die Doppelstocktriebzüge (DTZ) SBB RABe 514, welche im Mischbetrieb mit den DPZ jedoch nie die definitive Zulassung erhielten. Es sind vier Pendelzüge zugelassen, die Perronlängen lassen aber im S-Bahnverkehr nur den Einsatz von drei gekuppelten Zügen zu. Bei Sonderleistungen, die nur Fernverkehrsbahnhöfe mit 400 Meter Perronlänge bedienen, sind aber Züge mit vier Einheiten zu beobachten.
Mit der gleichen Steuerleitung sind auch alle Doppelstockwagen der SZU ausgerüstet. Deren Re 456 542–547 sind jedoch mit einer Vst III ausgerüstet. Für den Einsatz in Pendelzügen existieren deshalb Übergangskabel Vst III–V6. Ab 2010 wurden sämtliche Fahrzeuge der SZU auf V6 umgerüstet, auf die Kombination Vst III/V6 kann damit verzichtet werden.
|  |  |

### V6c
Ab 2011 wird in die mit V6 ausgerüsteten DPZ ein neuer Niederflur-Doppelstockwagen eingereiht; die 113 bis dahin eingesetzten Zweitklasswagen werden frei für eine andere Nutzung. Zusammen mit Re 420 werden sie für die Zusatzzüge zu den Spitzenstunden der S-Bahn Zürich eingesetzt. Die Re 420 erhalten dafür zusätzlich zur Vst IIId die V6c eingebaut, die auf der in den Doppelstock-B vorhandenen V6-Leitung basiert, und zusätzliche Funktionen wie die ep_Bremse und Notbremsüberbrückung, Bremsprobe ab Führerstand, Handbremsüberwachung, Störungsanzeigen und weiteres einbindet.

### EP oder WTB

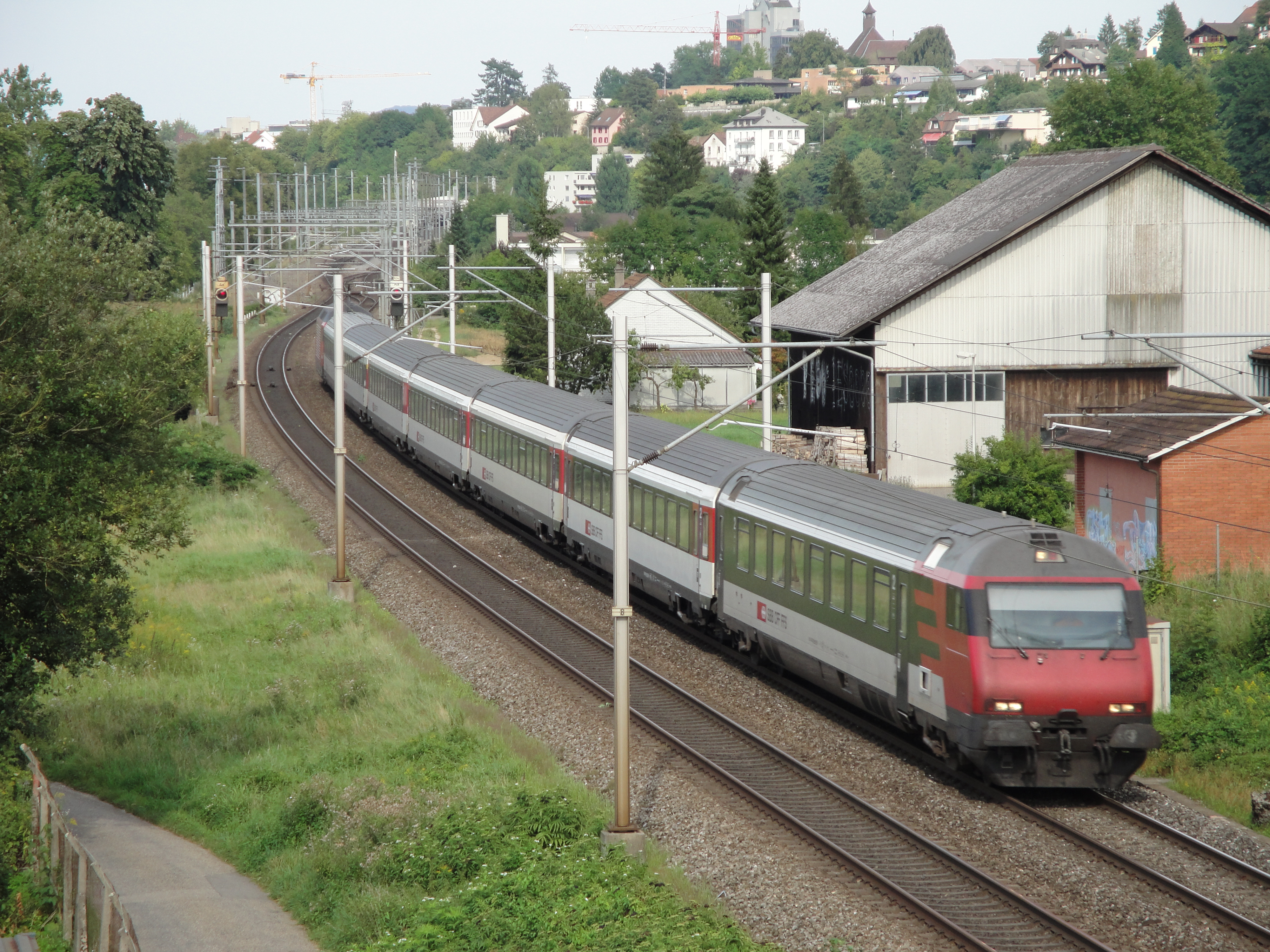
Die Re 460 am Zugschluss wird über die EP-Leitung vom an der Spitze laufenden Steuerwagen Bt IC ferngesteuert.

Mit der neuen Zeitmultiplexsteuerung ist eine elektronische Befehlsübermittlung mit dem Zugbus möglich. Dazu werden EP-Kabel mit neun Adern verwendet.
Die SBB Re 460 wie auch die BLS Re 465 verwenden diese Vielfachsteuerung. Mit ihr sind vier arbeitende Fahrzeuge möglich. Die SBB Bt IC, die mit den Einheitswagen IV eingesetzt werden, sowie der IC-Doppelstocksteuerwagen (IC 2000) arbeiten ebenfalls mit diesem System. Die Wagenfunktionen (Türen, Licht, Lautsprecher) sind dabei über das 18-polige UIC-Kabel geschaltet. Bei den IC 2000 sind aber zusätzlich alle Wagen am Zugbus angeschlossen, dies ermöglicht auch die automatische Wagennummerierung und die Zuglaufanzeige in den Displays. Für die korrekte Funktionsweise benötigt der Zugbus einen AD und einen Bt, diese werden deshalb immer paarweise eingesetzt.
Eine weitere Möglichkeit ist die international normierte Wendezug- und Vielfachsteuerung über den WTB entsprechend den Telegrammen und Vorgaben der UIC Merkblätter 556 und 647. Diese Art der Steuerung ermöglicht eine weitestgehende Flexibilität bei der Zugbildung unter technisch gleichartigen Fahrzeugen. Die Datenübertragung hierfür ist auf den Adern 17/18 des 18-poligen UIC-Kabels, oder alternativ auf der Datenleitung des 9-poligen EP-Kabels vorgesehen.

### V9
V9 ist das neue zeitmultiplexe System für die Vielfachsteuerung der modernisierten NPZ DOMINO.

### System SAAS
Vielfachsteuerleitungen System SAAS hatten verschiedene blaue Pfeile der BLS, drei B EW I und die BLS Be 4/4 761–63. Diese drei Triebwagen, die drei B sowie die ABDe 4/4 746–50 wurden später auf Vst III umgebaut.

### ZWS/ZMS
Die SBB Re 474, 482 und 484 sowie die BLS Re 485 sind mit dem deutschen ZWS/ZMS kompatibel. Die BLS Re 465 werden im Rahmen des Refits in den Jahren 2020 bis 2022 ebenfalls mit ZWS/ZMS ausgerüstet. Die Schaffung (Programmierung) einer Kombinationsmöglichkeit mit anderen hier vorgestellten Systemen (Zugbus über ep-Leitung) ist derzeit nicht vorgesehen.

### LBT

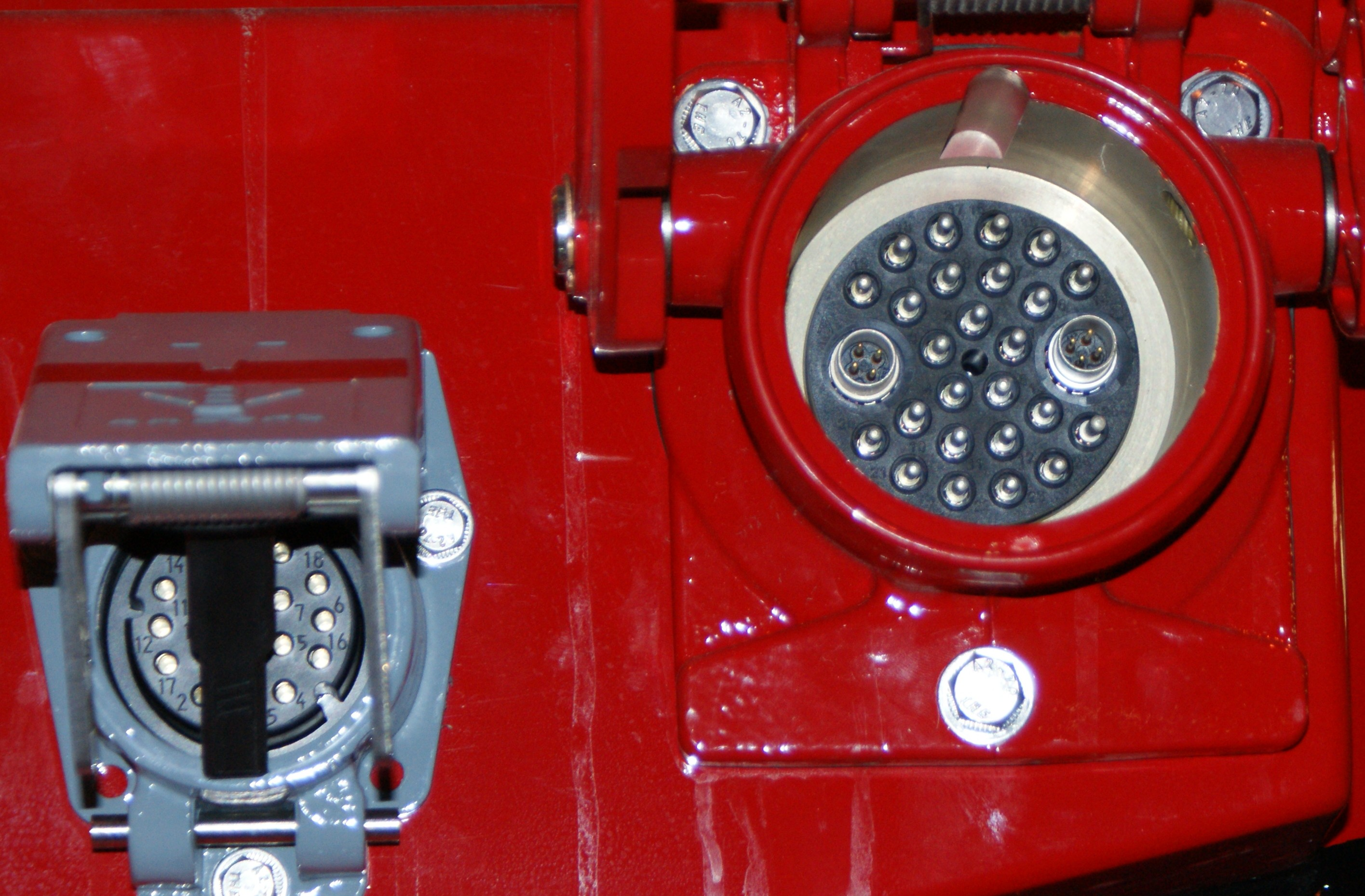
Steckdose für das neue 25+2x4-polige LBT/Steuerkabel der RhB am Allegra 3505, links daneben Steckdose für das bisherige 18-polige LBT-Kabel

LBT steht für Lautsprecher/Beleuchtung/Türsteuerung und ist ein Kabel, das dem 18-poligen UIC-Kabel (UIC 558) entspricht und bei verschiedenen schweizerischen Schmalspurbahnen im Einsatz ist. Bei der Zentralbahn dient dieses Kabel auch der Fernsteuerung der moderneren Fahrzeuge (HGe 4/4 II und ZB ABe 130) mittels einer ZWS. Dies erlaubt den Einsatz praktisch aller Reisezugwagen in einem Pendelzug. Die Rhätische Bahn hat einen teureren Weg gewählt und baut in ihre Fahrzeuge ein neues Kabel ein, dessen Steckdosen 25 plus zwei Mal vier Kontakte aufweisen. Längerfristig soll die Vielfach- und Fernsteuerung aller Triebfahrzeuge über dieses Kabel erfolgen. Dieses Kabel soll dann auch die LBT-Funktionen übernehmen.

### Scharfenbergkupplung
Die Vielfachsteuerung der NINA funktioniert über die Scharfenbergkupplung und ist nicht mit anderen Fahrzeugen kompatibel.
Auch die ehemaligen TEE-Züge der SBB, RAm TEEI (1957) und RAe TEEII (1961), wiesen ebenfalls eine Vielfachsteuerung auf, die erlaubte, über die Scharfenbergkupplung einen zweiten Zug fernzusteuern.
Weiter sind bei der SZU (Be 556 521–528) und den meterspurigen Fahrzeugen der TMR Scharfenbergkupplungen mit elektrischen Kontakten zu finden.

### GFV-Kupplung

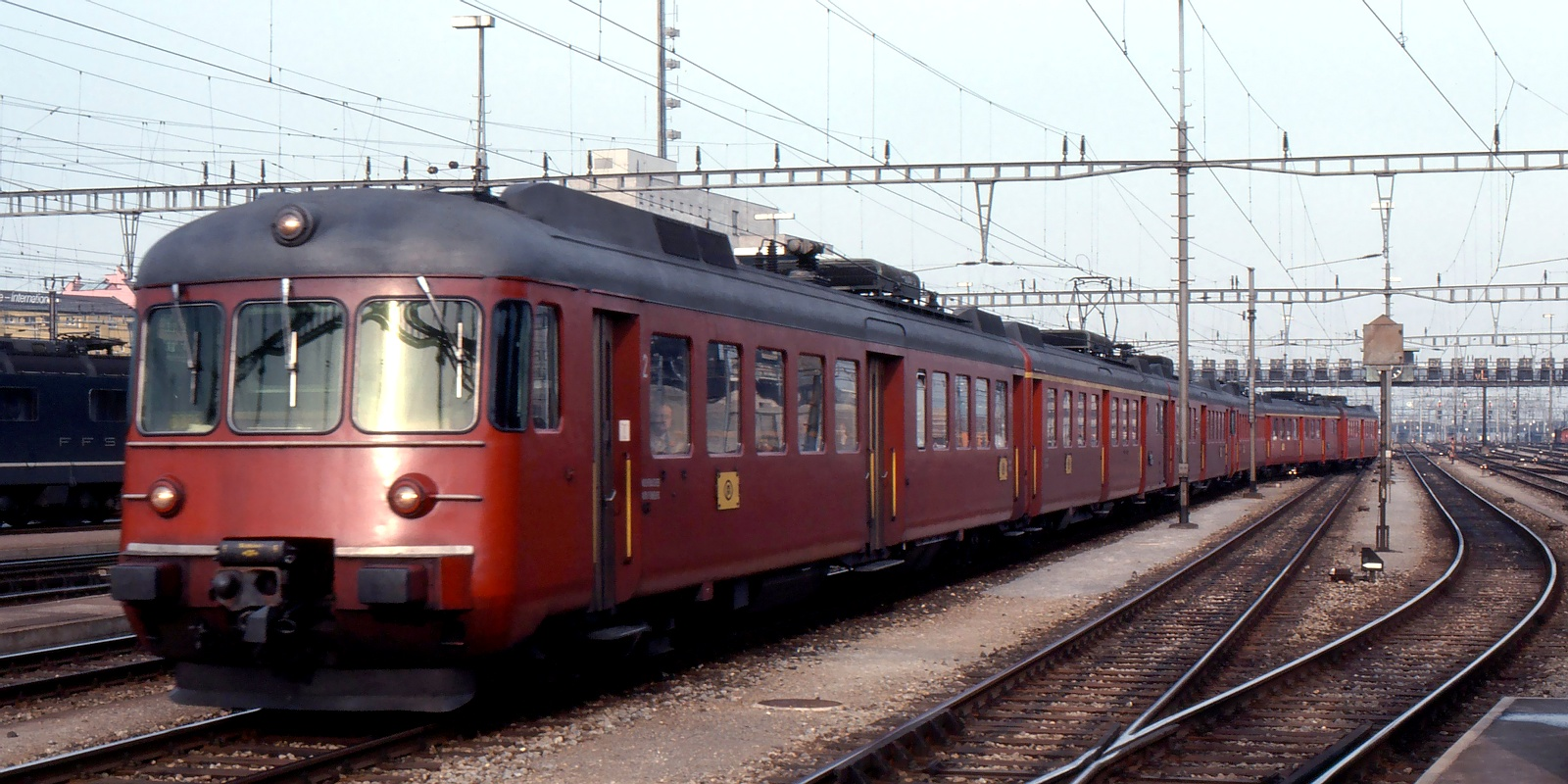
Die Vielfachsteuerleitung der beiden RABDe 12/12 wurde über die automatische +GF+-Kupplung verbunden.

Die SBB RABDe 12/12, später RABDe 510, waren die ersten SBB-Fahrzeuge, die mit einer +GF+-Kupplung in der Vorortsbahnversion ausgerüstet wurden. Diese Kupplung erlaubt, auch sämtliche elektrischen Verbindungen automatisch zu kuppeln und so funktionierte die Vielfachsteuerung über diese Kupplung.
Die Thyristor-Triebzüge SBB RABDe 8/16, von denen nur vier Prototypen gebaut wurden, wiesen dieselbe Kupplung, aber eine andere Vielfachsteuerung auf. Die Kupplung musste deshalb so angepasst werden, dass zwar mechanisches Kuppeln zwischen den unterschiedlichen Serien möglich ist, dass aber die elektrischen Kontakte nicht gekuppelt werden.
Nach Ausrangierung der RABDe 8/16 musste vermieden werden, dass RABDe 510 und DPZ bzw. DTZ nicht elektrisch verbunden werden.
Die Übertragung der Vielfachsteuersignale über die GFV-Kupplung wird auch bei vielen Schmalspurbahnen angewendet (RhB Be 4/4 511–516, RBS 41–72, 21–26, WSB, FLP, BDWM Be 4/8 21–25, FART/SSIF ABe 4/6 51...64, LEB).

### Andere +GF+-Kupplungen

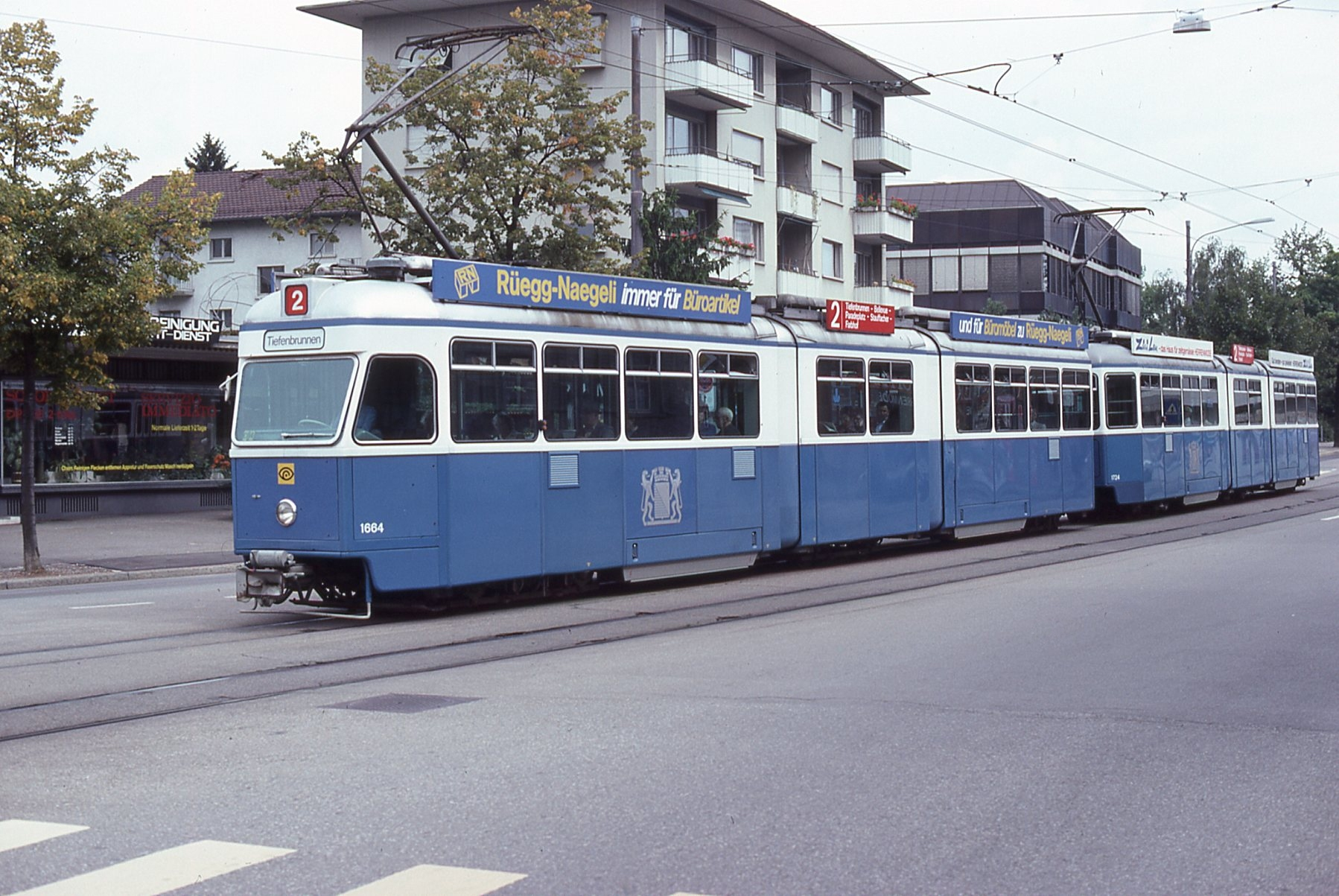
Zwei Zürcher Trams Be 4/6 Mirage in Vielfachsteuerung.

Eine abweichende +GF+-Kupplung weisen die SBB Bem 550 und die gleichartigen Triebwagen der TSOL auf. Aber auch dieser Kupplungstyp verbindet die Vielfachsteuerung dieser Fahrzeuge.
Die leichte (schmale) Ausführung der +GF+-Nebenbahnkupplung, in der Regel als Tramkupplung bekannt (GFT), existiert auch in einer Ausführung mit aufgesetzter Kontaktleiste analog GFV. In grossem Umfang eingesetzt wurde dieser Kupplungstyp bei der Strassenbahn Zürich (Mirage sowie Tram 2000), den TPG Be 4/6 und 4/8 und bei den Prager T6A5, daneben ist er zum Beispiel bei den früheren Trogenerbahn-BDe 4/8 21–25 (heute bei der Rittner Bahn) oder der Forchbahn zu finden.

### Schwab-Kupplung
Ein Teil der für Schweizer Bahnen gebauten Stadler GTW wurden mit der neu entwickelten Schwab-Kupplung ausgerüstet. Diese verbindet auch die Vielfachsteuerleitungen. Die vom selben Hersteller entwickelten Triebzüge Flirt erhielten dieselbe Kupplung und ein kompatibles Vielfachsteuersystem, so dass gemischte Vielfachsteuerung GTW/FLIRT möglich ist.

### BSI-Kupplung

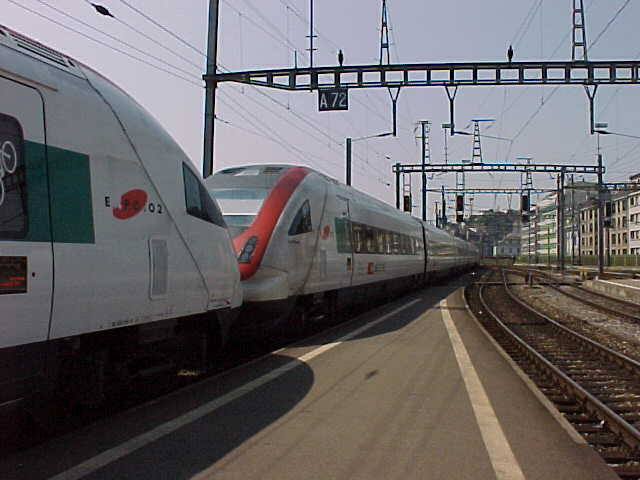
Zwei ICN-Triebzüge RABDe 500 in Vielfachsteuerung.

Die ICN-Triebzüge der Baureihe SBB RABDe 500 verfügen über BSI-Kupplungen, die auch die Vielfachsteuerung von zwei Zügen erlauben. Auch bei einigen Fahrzeugen der meterspurigen TPC ist eine BSI-Kupplung mit elektrischen Kontakten eingebaut.

### Sonstige
Es gab und gibt verschiedene weitere Vielfachsteuerungen, die kaum dokumentiert sind und hier deshalb nur summarisch erscheinen:
- Zweifrequenz-Rangierlok Ee 3/3II 16511–16519 ex SNCF 20151–20159
- Viersystem-Rangierlok SBB Ee 934 551–560 ex 16551–16560
- Diesellokomotiven SBB Em 831 000–002
- Diesellokomotiven SBB Am 841 000–039
- Diesellokomotiven SBB Am 843 001...095
- SOB ABe 4/4 11–14 (Fernsteuerung ab Steuerwagen)

## AAR-Vielfachsteuerung
Die von der Association of American Railroads (AAR) genormte Vielfachsteuerung ist ein vor allem in Nordamerika verbreitetes System zur Steuerung von in der Regel bis zu vier Lokomotiven. Ursprünglich wurde das System zur Steuerung dieselelektrischer Lokomotiven entwickelt, mit einigen Anpassungen wird es aber auch für Elektrolokomotiven und zur Wendezugsteuerung eingesetzt. Dabei kommt ein 27-poliges Verbindungskabel mit folgender Belegung zum Einsatz:
| Pin | Bezeichnung (englisch)     | Funktion |
| --- | -------------------------- | --- |
| 1   | Spare                      | Reserveader, wird optional zur Cruise Control genutzt |
| 2   | Alarm Bell                 | Störungsmeldung, bei dem eine Klingel auf allen Fahrzeugen erklingt; die Art der Störung wird nicht über die Vielfachsteuerung übertragen, sondern sie wird nur auf der betroffenen Einheit durch eine Kontrollleuchte oder einen Computerbildschirm angezeigt |
| 3   | D Throttle                 | Drehzahlstellmagnet D |
| 4   | Control negative           | Minus Batterie (Masse) |
| 5   | Emergency Sand             | Notsanden |
| 6   | Generator field            | Erregung Hauptgenerator |
| 7   | C Throttle                 | Drehzahlstellmagnet C |
| 8   | Foward                     | Vorwärts |
| 9   | Reverse                    | Rückwärts |
| 10  | Wheel slip                 | Meldung Schleudern |
| 11  | Spare                      | Reserveader |
| 12  | B Throttle                 | Drehzahlstellmagnet B |
| 13  | Control positive           | Plus Batterie |
| 14  | Spare                      | Reserveader |
| 15  | A Throttle                 | Drehzahlstellmagnet A |
| 16  | Engine run                 | Liefert über das sog. Engine run relay die Energie zur Betätigung der Drehzahlstellmagnete |
| 17  | Dynamic brake set up       | Betätigung der Schaltung zur Aktivierung der elektrodynamischen Bremse |
| 18  | Remote loadmeter           | Analoges Signal, zur Fernmeldung der Fahrmotor- und Bremsstromstärke einer vielfachgesteuerten Lokomotive |
| 19  | Remote loadmeter           | Analoges Signal, zur Fernmeldung der Fahrmotor- und Bremsstromstärke einer vielfachgesteuerten Lokomotive |
| 20  | Dynamik brake warning      | Meldung Störung elektrodynamische Bremse |
| 21  | Dynamik brake start        | Verhindert den Betrieb der elektrodynamischen Bremse, wenn die Schaltung der elektrodynamischen Bremse nicht richtig eingestellt ist |
| 22  | Compressor synchronization | Luftpresser |
| 23  | Manual sand                | Manuelles Sanden |
| 24  | Dynamik brake excitation   | Eine variable Spannung, die die Erregung des Hauptgenerators steuert, um die Bremskraft der elektrodynamischen Bremse zu steuern |
| 25  | MU headlight               | |
| 26  | Remote reset               | Zurücksetzen des Erdschlussrelais |
| 27  | Spare                      | Reserveader |